# Платинадиталлий
Платинадиталлий — бинарное неорганическое соединение, интерметаллид платины и таллия с формулой Tl2Pt, кристаллы.

## Получение
- Сплавление стехиометрических количеств чистых веществ:

{\displaystyle {\mathsf {Pt+2Tl\ {\xrightarrow {480^{o}C}}\ Tl_{2}Pt}}}

## Физические свойства
Платинадиталлий образует кристаллы тетрагональной сингонии, пространственная группа I 4/mcm, параметры ячейки a = 0,682 нм, c = 0,5563 нм, Z = 4, структура типа диалюминиймеди Al2Cu.
Соединение образуется по перитектической реакции при температуре 480 °C.